# ミラックス (ゲーム)
「ミラックス」 (MIRAX) はカレント・テクノロジー社から1985年にリリースされたアーケードゲーム。

## 概要
スペースハリアーなどと似たシステムの、縦画面3Dシューティングゲームである。日本ではエイブルから発売された。
本作の海外版を発売したカレント・テクノロジー社は中華民国の台北市に本社を置く企業で、本作は同社が発売した唯一のアーケード・ゲームである。

## ストーリー
宇宙からの侵略者アルファ・チェンタウリ帝国が、90000マイル先のミラックス・シティーに巨大レーザー要塞を建設している。キミは宇宙船に乗り込み、敵の攻撃をかいくぐりながらミラックス・シティーへと急行し、要塞を破壊せよ!